# Algyroides moreoticus
Algyroides moreoticus là một loài thằn lằn trong họ Lacertidae. Loài này được Bibron & Bory mô tả khoa học đầu tiên năm 1833.